# Лобріївка
Лобрі́ївка — село в Україні, в Інгульській сільській громаді Баштанського району Миколаївської області. Населення становить 210 осіб.

## Історія
Засноване у 1794 році. Станом на 1886 рік у селі Балацківської волості мешкало 144 особи, налічувалось 33 двори, лавка.

## Населення
Згідно з переписом УРСР 1989 року чисельність наявного населення села становила 175 осіб, з яких 79 чоловіків та 96 жінок.
За переписом населення України 2001 року в селі мешкало 213 осіб.

### Мова
Розподіл населення за рідною мовою за даними перепису 2001 року:
| Мова       | Відсоток |
| ---------- | -------- |
| українська | 96,19 %  |
| російська  | 2,86 %   |
| молдовська | 0,95 %   |